# Pierre de Liedel de Well
Pieter Willem Liedel de Well (Well, 19 mei 1774 - 2 december 1852) was Tweede Kamerlid, lid van het Belgisch Nationaal Congres en Eerste Kamerlid. Zijn voornamen worden ook wel weergegeven als Pierre Guillaume, Pieter Willem of Petrus Wilhelmus.

## Biografie

### Afstamming
Pieter de Liedel was lid van het geslacht De Liedel. De familie De Liedel (in sommige oude akten als Lydell of Liddell geschreven) stamde volgens de oudst bekende gegevens uit Mayen, bij Koblenz.
Pieter Willems grootvader George Liedel vestigde zich achtereenvolgens in Zevenaar, Maastricht en wederom in Zevenaar. Hij was "employé du Roi de Prusse". Diens zoon Willem (geb. Zevenaar 1713) werd chirurgijn op een van de schepen van de V.O.C. In de functie van onderkoopman, later koopman, verbleef hij 13 jaar in Nederlands-Indië waar hij veel geld verdiende. Teruggekeerd in Europa, kocht hij in 1764 in Frankfurt am Main de titel van ridder van het Heilige Roomse Rijk. Na de dood in 1771 van zijn achternicht Odilia van Stepraedt, gehuwd met de reeds vóór haar overleden Wellse kasteelheer graaf De Pas de Feuquières, erfde hij de heerlijkheid Well. Ook kasteel Aldendriel in Mill en kasteel Annadael in Echt/Posterholt kwamen zodoende in zijn bezit. Willem de Liedel trouwde in 1772 op 58-jarige leeftijd met de 21-jarige Antwerpse schependochter Theresia Maria Coget, die in januari 1789 op 38-jarige leeftijd stierf. Willem de Liedel zelf was al in 1777 overleden. Het paar kreeg drie kinderen, van wie het jongste zoontje in 1788 op 11-jarige leeftijd overleed.

### Leven en carrière
Na zijn vaders dood werd Pieter Willem de Liedel onder het ancien régime heer van Well, Bergen, Annadael (Echt) en Aldendriel (Mill).
Pieter Willem kwam in 1794 tijdens een reis door Europa in Wenen in contact met de adellijke familie von Schloissnigg. In 1798 trad hij in Wenen in het huwelijk met Anna Elonora Odilia von Schloissnigg. Zijn zus Marianne trouwde in 1802 met de broer van Anna Elonora. Een kruishuwelijk dus. In 1813 werd Pieter Willem, al was het maar van korte duur, dankzij deze Oostenrijkse connectie kamerheer van Napoleon I. In 1814 werd hij lid van de algemene raad voor het Roerdepartement. Op 14 november 1816 werd hij door koning Willem I in de Ridderschap van de provincie Limburg opgenomen met de titel jonkheer.
Van 1818 tot 1836 was hij burgemeester van de gemeente Bergen, waarin zijn kasteel Well lag.
Hij werd benoemd tot lid van de Provinciale Staten van Limburg en door zijn medeleden op 15 juli 1826 verkozen tot lid van de Gedeputeerde Staten. In 1822 werd hem bij Koninklijk Besluit door koning Willem I de erfelijke titel van baron verleend. In 1827 werd hij tot lid van de Tweede Kamer der Staten-Generaal gekozen en werd in juli 1830 nog herkozen.
In oktober 1830 werd hij voor het arrondissement Roermond verkozen tot lid van het Nationaal Congres. Hij nam tweemaal uitgebreid het woord. De eerste keer was het met argumenten die de eeuwigdurende uitsluiting van de Nassaus omschreef als nutteloos, nodeloos kwetsend en gevaarlijk voor de gebieden die nog in handen van het Nederlandse regeringsleger waren. De tweede keer om zich te verzetten tegen de kandidaturen van de hertog van Leuchtenberg of de hertog van Nemours die allebei als gevolg zouden, volgens hem, dat België de provincie Luxemburg zou verliezen. Zijn stemgedrag was als volgt:
- voor de onafhankelijkheidsverklaring;
- tegen de uitsluiting van de Nassaus;
- voor de kandidatuur van Karel van Oostenrijk-Teschen;
- voor regent Surlet de Chokier;
- voor Leopold van Saksen-Coburg.

Bij de stemming ter goedkeuring van het Verdrag der XVIII Artikelen bleef hij afwezig. Hij zou er hoogstwaarschijnlijk hebben tegengestemd.
Toen het oostelijke deel van de provincie Limburg, na de aanvaarding door Nederland van het Verdrag der XXIV Artikelen, terug naar Nederland keerde, werd De Liedel op 20 oktober 1840 tot lid van de Eerste Kamer der Staten-Generaal benoemd. Hij stemde er voor de grondwetsherziening van 1848, en beëindigde op 13 februari 1849 zijn lidmaatschap van de Hoge Vergadering.
Op 1 juni 1850 werd hij in plaats van zijn in 1849 overleden zoon door de Ridderschap tot lid van de Provinciale Staten van Limburg gekozen, maar dit mandaat eindigde ten gevolge van de nieuwe provinciale wet in september 1850.
Deze enige zoon, Willem Lodewijk de Liedel (Well, 20 februari 1799 - Bonn, 10 maart 1849), bleef vrijgezel.
Wel had het paar nog een dochtertje, Sophie, dat echter al in 1816 op bijna 15-jarige leeftijd overleden was.
Doordat ook zijn echtgenote reeds in 1850 overleed, bleef Pieter Willem gebroken achter op kasteel Well, alwaar hij in december 1852 stierf.
Pieter Willem had ook een buitenechtelijke relatie met Eleonore Philippine von Schloissnigg (1780-1851), de jongere zus van zijn vrouw. Uit deze relatie werd Marianna von Evers van Aldendriel (1804-1878) geboren. Zij woonde óf kort na het overlijden van Sophie in 1816 óf nadat zijn vrouw ca. 1821 vanwege een geestesziekte opgenomen was in een gesticht van de zwarte zusters in Leuven, bij haar vader en halfbroer op kasteel Well. Zij stond haar vader bij in zijn laatste, ongelukkige levensjaren. Over haar gaat het gerucht dat zij vanaf 1817, amper veertien, een buitenechtelijke relatie had met de latere koning Willem II der Nederlanden (1792-1849), waaruit twee kinderen geboren zouden zijn: Willem der Nederlanden (1818-1902) en Marianne der Nederlanden (1820-1900). Deze beide kinderen trouwden en kregen nageslacht tot op heden. Stukken om hun koninklijke afkomst te bewijzen ontbreken echter vooralsnog. Marianne von Evers kreeg bij het overlijden van haar vader Kasteel Aldendriel in Mill in haar bezit en het volledige vruchtgebruik tot haar dood van alle bezittingen in Well, Mill en Echt.